# شاندور گاربائی
شاندور گاربائی (انگلیسی: Sándor Garbai; ۲۷ مارس ۱۸۷۹ – ۷ نوامبر ۱۹۴۷) سیاستمدار اهل مجارستان بود. وی از ۲۱ مارس ۱۹۱۹ تا ۱ اوت ۱۹۱۹ نخست‌وزیر این کشور بود.
شاندور گاربائی در ۷ نوامبر ۱۹۴۷، در سن ۶۸ سالگی در پاریس درگذشت.